# Matthew Wells (aviron)
Pour les articles homonymes, voir Matthew Wells.
Matthew Wells, né le 19 avril 1979 à Bradford, est un rameur britannique.

## Biographie
Matthew Wells naît à Brandord mais grandit à Hexham au sein d'une famille où la pratique du sport est bien ancrée. Son père est un footballeur, sa mère joue au Netball et Peter, son jeune frère, a suivi ses traces et est également rameur.
Matthew commence l'aviron à l'âge de 14 ans au Queen Elizabeth High School Rowing Club. Après deux succès en skiff à la coupe de la Jeunesse en 1996 et 1997, il est sélectionné pour les championnats du monde junior d'aviron de 1997 à Hazewinkel. Aligné dans l'épreuve du deux de couple avec son coéquipier James Di Luzio, il est sacré champion du monde. Consécutivement à une blessure, il se trouve éloigné des bassins en 1998.
En 1999, il vient étudier les sciences du sport à Londres, au St Mary's University College. À la coupe des nations 1999 à Hambourg, il décroche la médaille de bronze en skiff. L'année suivante, dans cette même coupe des nations à Copenhague, il décroche le titre mondial dans la même catégorie. Son deuxième titre national consécutif lui permet d'être sélectionné aux Jeux olympiques de Sydney où il se classe 9e du skiff.
Associé à Ian Lawson en deux de couple, il termine 5e des championnats du monde d'aviron 2003, place permettant au bateau de se qualifier pour les Jeux olympiques de 2004. Matthew Wells et Matthew Langridge s'imposent lors des sélections olympiques, mais à ces jeux, le bateau rate pour 6/100e de secondes la qualification pour la finale ; les deux rameurs remportent néanmoins la finale B.
Matthew Wells fait une brève incursion en quatre de couple en 2005, bateau avec lequel il termine, respectivement, aux 3e et 7e places de la régate de la coupe du monde d'aviron disputée à Lucerne et des championnats du monde. Dès l'année suivante, il retrouve le deux de couple et remporte, avec Stephen Rowbotham, la médaille de bronze aux championnats du monde. Le même équipage échoue au pied du podium à ceux de 2007 puis, l'année suivante termine à la 3e place aux Jeux olympiques de Pékin, devancé de seulement 5/100e pour l'obtention de la médaille d'argent par le bateau estonien de Tonu Endrekson et Jüri Jaanson. C'est la 1re médaille olympique britannique en deux de couple depuis 1976 et la médaille d'argent de Chris Baillieu et Michael Hart gagnée dans le bassin montréalais de l'Île Notre-Dame.
Pour leur ultime apparition dans une compétition internationale, le binôme Wells-Rowbotham déçoit aux championnats du monde 2009. Vainqueur de sa série, il termine 4e de sa demi-finale, place qui le prive de la finale. Blessé, Matthew Wells est contraint de déclarer forfait pour la finale B où il est remplacé par Sam Townsend . À ceux de 2010, Matthew Wells est associé à Marcus Bateman en deux de couple et le bateau s'adjuge la médaille d'argent.
Aux championnats du monde 2011, la même association Wells-Bateman se qualifie pour la finale du deux de couple, après avoir remporté sa série et terminée 2e de sa demi-finale ; le bateau, après un relatif bon départ (3e et 4e respectivement aux 500 et 1 000 mètres) faiblit dans la seconde partie de la course et termine finalement au 6e rang.

## Palmarès

### Jeux olympiques
| Discipline / Année      | Sydney 2000 Australie | Athènes 2004 Grèce | Pékin 2008 Chine     | Londres 2012 Royaume-Uni |
| ----------------------- | --------------------- | ------------------ | -------------------- | ------------------------ |
| Skiff hommes            | 9e 7 min 0 s 22       | -                  | -                    | -                        |
| Deux de couple hommes   | -                     | 8e 6 min 14 s 40   | Bronze 6 min 29 s 10 | -                        |
| Quatre de couple hommes | -                     | -                  | -                    | 5e 5 min 49 s 19         |

### Championnats du monde
| Discipline / Année | Lucerne 2001 Suisse | Séville 2002 Espagne | Milan 2003 Italie | Kaizu 2005 Japon | Eton 2006 Angleterre | Munich 2007 Allemagne | Poznań 2009 Pologne     | Karapiro 2010 Nouvelle-Zélande | Bled 2011 Slovénie |
| ------------------ | ------------------- | -------------------- | ----------------- | ---------------- | -------------------- | --------------------- | ----------------------- | ------------------------------ | ------------------ |
| Skiff hommes       | 12e 6 min 59 s 87   | -                    | -                 | -                | -                    | -                     | -                       | -                              | -                  |
| Deux de couple     | -                   | 6e 6 min 16 s 54     | 5e 6 min 17 s 85  | -                | Bronze 6 min 10 s 95 | 4e 6 min 19 s 10      | Éliminé en demi-finale, | Argent 6 min 24 s 21           | 6e 6 min 19 s 28   |
| Quatre de couple   | -                   | -                    | -                 | 7e 5 min 43 s 95 | -                    | -                     | -                       | -                              | -                  |